# ES250型电力动车组
ES250型“雄鹰”电力动车组（俄語：Электропо́езд ЭС250 «Сокол»）是俄罗斯铁路的电力动车组车型之一，也是俄罗斯第一种采用交流传动技术的双电流制高速铁路列车，适用于供电制式为3000伏直流电和25千伏50赫兹单相交流电的电气化铁路，由高速干线联合股份公司、红宝石海洋机械中央设计局、 全俄铁道运输科学研究院、克雷洛夫中央造船研究院、金刚石船舶制造公司等众多机构联合研制，于2000年研制成功，但未投入批量生产。

## 发展历史

### 背景
早于1970年代，苏联已经开始研究兴建高速铁路，以满足日益增长的客运需求。1974年，全苏铁道运输科学研究院、列宁格勒铁道运输工程学院、莫斯科国立铁路运输勘测设计院等单位开始研究修建“中央—南方高速铁路”（ВСМ «Центр — Юг»）的可行性。这条高速铁路将中央地区与黑海沿岸的南方地区连接起来，路线规划以莫斯科为起点，通往南方的辛菲罗波尔和顿河畔罗斯托夫，并可以经既有线通往图阿普谢及矿水城。新线设计速度为250公里/小时，最初计划在1990年建成通车，并将进一步延伸至列宁格勒（圣彼得堡）。到了1980年代初，由于苏联铁路将主要发展重点放在提高既有线的运输能力，因此高速铁路项目在一段很长时间内一直停滞不前。
1987年，苏联交通部部长科纳列夫下令恢复进行中央—南方高速铁路的规划工作，并列入苏联部长会议批准的14项国家优先发展的科技项目之一。1988年至1991年间，全苏铁道运输科学研究院等科研机构草拟制定了中南高速铁路的经济要求和技术方案，从列宁格勒至辛菲罗波尔和顿河畔罗斯托夫这一段按300公里/小时的最高速度设计，而通往索契和矿水城的既有线则按160～200公里/小时的设计速度进行提速改造，新建的高速铁路全线采用25千伏50赫兹交流电气化。1991年，苏联国家计委批准了上述文件，并认为有必要将兴建列宁格勒至莫斯科的高速铁路作为整个计划的第一步。
而在高速列车方面，全苏铁道运输科学研究院对动力集中式列车和动力分散式列车作了详细的比较。在当时的技术环境下，动力集中式列车以法国高速列车（TGV）和德国城际特快列车（ICE）为代表，列车的动力来源集中在首尾的电力机车，牵引电气系统的设计相对简单，而且在运行密度较低和较少限速区间的高速铁路有较明显的优势。而动力分散式列车以日本的新干线为代表，列车的动力来源分布在多辆动力车上，轮轨粘着利用较为稳定，轮对作用于钢轨的载荷较低，营运和维护费用亦相对较低，而且苏联的ER200型电力动车组在营运方面已经累积了丰富经验。基于对列车结构的经济和技术分析，全苏车辆制造科学研究院提出了VSM-EPS1型电力动车组的设计方案，列车采用动力分散方式，设计构造速度为350公里/小时，轴重要求小于17吨。为了使列车亦能够在既有线上行驶，列车应同时适用于3000伏直流电和25千伏交流电气化铁路。
苏联解体后，虽然俄罗斯经济遭受了前所未见的震荡，铁路运输生产亦面临严重的滑坡，但俄罗斯政府仍然积极推进高速铁路的发展规划。1991年9月13日，俄罗斯联邦总统叶利钦签署第120号命令，决定修建俄罗斯第一条高速铁路，将莫斯科至圣彼得堡高速铁路纳入国家科技发展计划项目。1991年12月，俄罗斯成立了“高速干线联合股份公司”（РАО «ВСМ»），其任务为规划及修建莫斯科至圣彼得堡高速铁路，以及开发研制配套的高速列车；该公司主要由联邦政府给予财政支持，以资金、产业、土地等形式入股，并为公司发放集资债券提供担保。

### 研制
从1992年起，高速干线联合股份公司通过与俄罗斯联邦交通部及其下属科研机构，特别是全俄铁道运输科学研究院紧密合作，为制定高速列车的技术任务书做了大量工作，其目的是研制性能达到国际先进水平、具有可以接受的价格，并能满足不同消费需求的高速列车，新列车定型为ES250型电力动车组，并被命名为“雄鹰号”。俄罗斯共有60多家铁路运输和国防工业的机构和企业参与了高速列车的研制，专门从事潜艇设计的红宝石海洋机械中央设计局被选定为高速列车设计的主导单位，其他单位包括克雷洛夫中央造船研究院（«ЦНИИ им. акад. А. Н. Крылова»）、金刚石船舶制造公司（«Алмаз»）、季赫温运输机械制造厂（«Титран»）、全俄运输工程科学研究院（«ВНИИтрансмаш»）、阿芙乐尔科研生产联合体（НПО «Аврора»）、船舶电气工程中央研究院（«ЦНИИ СЭТ»）、托尔若克车辆制造厂、圣彼得堡国立交通大学等。
1997年，各个研究机构合作完成了“雄鹰号”列车的技术设计，联邦交通部和高速干线公司联合对列车的技术方案作出了综合评估，决定首先试制一列6辆编组（2个单元）的原型车。“雄鹰号”列车上采用了许多崭新的技术，例如全焊接轻量化铝合金车体、国产交流传动牵引变流系统、辅助变流系统、列车网络控制系统等。列车是适应双电流制式的动力分散式列车，设计标准编组为“四动八拖”的12辆编组，构造速度为250公里/小时，在高速铁路专线落成之前也能够在既有线上以160～200公里/小时的速度营运。同年，联邦交通部和高速干线公司就高速铁路融资方案达成了协议，明确高速列车的研制费用由双方共同承担，联邦交通部和高速干线公司分别承担70%和30%，而铁路建设资金则去全部由联邦交通部承担。
1998年，开始进入试制阶段，并对列车的各种主要部件进行了试验。铝合金车体由俄罗斯铝业联合公司和金刚石船舶制造公司制造，第一辆原型车的车体于1998年4月1日完成，随后送往克雷洛夫中央造船研究院进行强度试验。同年6月23日至12月28日，先后完成试制其余五节车体。1999年初，铝结构车体送到季赫温运输机械制造厂，并开始安装其他各种设备。牵引变流系统和牵引电动机分别由船舶电气工程中央研究院和电工机械科技设计研究所设计制造；车载控制系统由阿芙乐尔科研生产联合体研制。1999年7月28日，ES250型电力动车组在季赫温首次对外展示，列车各种设备的安装和调试一直持续到2000年6月。

### 试验
2000年下半年，列车开始在十月铁路局莫斯科-聖彼得堡鐵路和全俄铁道运输科学研究院的环形铁道试验基地进行初步试验。2001年1月15日，联邦交通部批准了ES250型电力动车组的正式验收试验大纲和日程安排。2001年2月至7月，全俄铁道运输科学研究院、俄罗斯铁路信息化、自动化和通信科学研究院（ВНИИАС）、全俄铁路卫生科学研究院（ВНИИЖГ）对列车进行了直流电模式下的评估试验，试验项目包括牵引和制动性能、动力学性能、信号系统、电磁兼容性、控制系统等。2001年6月，“雄鹰号”列车在多罗希哈站至利库斯拉夫尔站之间的最高试验速度达到237公里/小时。2001年7月15日，跨部门组成的验收委员会认为，“雄鹰号”列车的大部分性能指标均已经达到了设计要求，但仍然存在一些较明显的设计缺陷，部分设备的安全性、可靠性和可维护性亦未如理想，因此需要作进一步改进，在当前状态下不建议该列车投入载客营运。委员会的研究结果和建议于同年7月25日通过联邦交通部科学技术委员会审批。
2001年8月至12月间，主要针对验收测试期间发现的问题，对列车的各种系统和设备进行调整，高速干线公司并乐观估计列车将于2002年底投入服务。2001年12月底，“雄鹰号”列车按照ER200型电力动车组的运行图，在圣彼得堡和莫斯科之间进行了五次非载客试运行，全程运行时间为4小时40分钟，部分区间最高速度达到200～204公里/小时。2002年2月至3月期间，联邦交通部再次对“雄鹰号”列车进行验收试验，结果显示部分设备的性能和可靠性均比之前有所改善，但和技术要求相比仍然存在着差距。验收委员会总结列车的54项问题之中只有14项得到完全解决，而委员会提出改善可维护性28项建议中只有2项得到落实。列车的主要问题包括：
- 转向架焊接构架的疲劳强度不足，其安全系数仅达到0.85～1.8，最低的可接受水平至少为2.0，因此转向架构架的应力集中部位有很大机会出现裂纹，将直接影响到行车安全。
- 盘式制动系统设计失误、可靠性差。由于动车转向架的盘式制动机构设置在牵引电动机输出轴上，其转速比轮对转速高近三倍，使制动盘闸片在制动过程中承受巨大的热负荷，因而会产生闸片过热和表面融化的事故，在试验中制动盘温度曾经超过最高上限标准500℃以上。此外，由于电子防滑系统的设计不完善，经常出现错误判断和错误制动行为，反而造成车轮滑行和踏面擦伤。
- 在紧急制动时，转向架左右两侧的磁轨制动装置未能同步提升或降落电磁铁，这会威胁到行车尤其通过道岔时候的安全。
- 车厢内的卫生和安全指标未达到规定标准。当空调和通风系统开启时，客室内噪音水平高于设计标准。车辆的气密性未达到设计要求，车外压力瞬间变动引起的车内气压变化会影响乘客的舒适性。车内空气质量不达标，空调和通风系统未设有完善的双重空气过滤装置，空气中从塑料聚合物释出的分解物超过容许浓度。车体隔热材料和车窗的隔热性能未符合技术要求。

### 结局

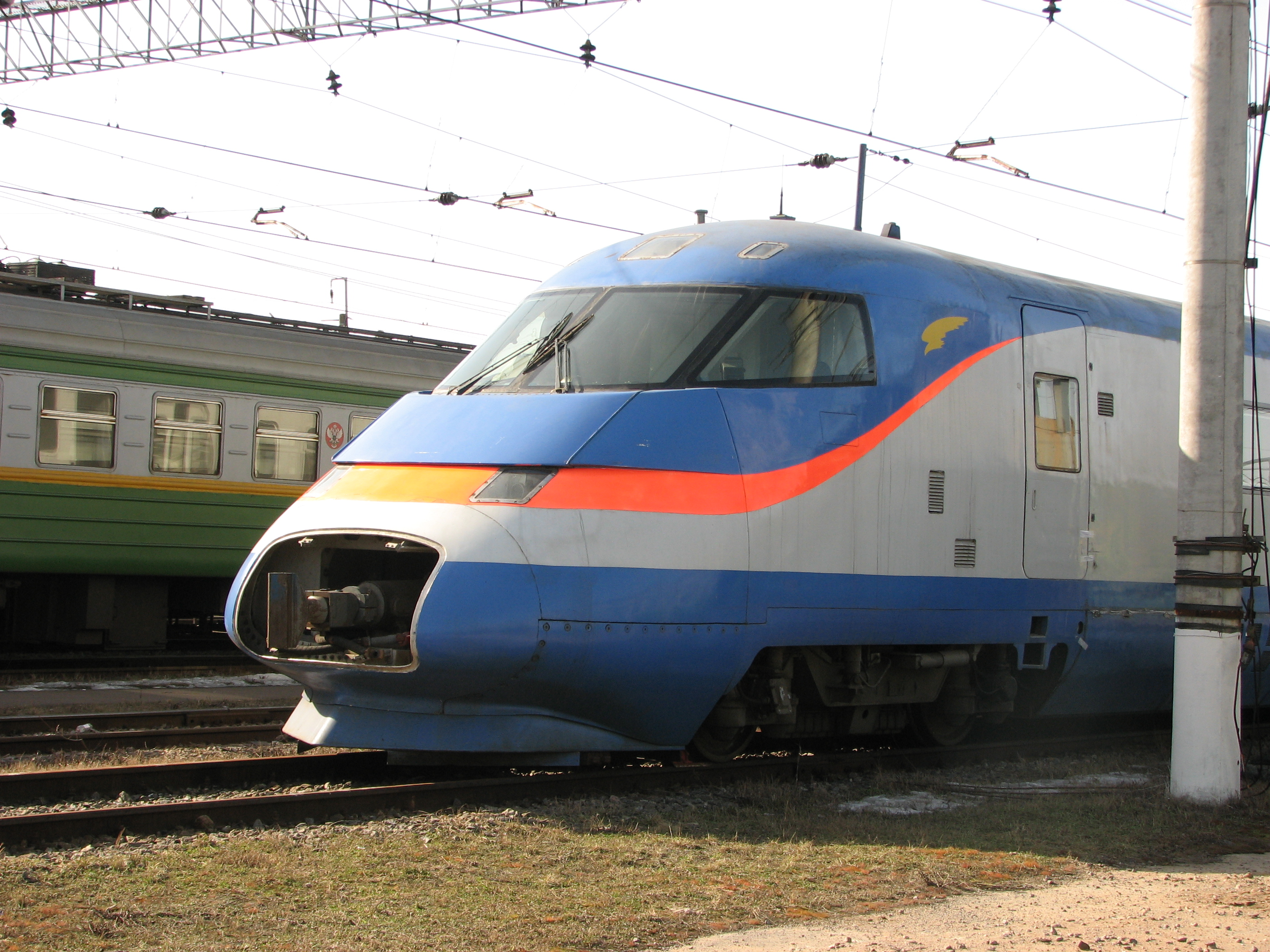
封存于机务段内的“雄鹰号”列车

2002年1月，联邦交通部长尼古拉·阿克肖年科因涉嫌漏税被免职，俄罗斯总统普京任命根纳季·法捷耶夫为新任交通部长，而交通部对于“雄鹰号”高速列车的态度亦出现很大转变，逐步由积极变得冷淡。基于列车的试验结果，联邦交通部没有批准“雄鹰号”列车投入营运。同时，由于高速干线公司财政混乱并拖欠国家十多亿卢布，因而被冻结了业务。2002年4月，联邦交通部停止对“雄鹰号”列车的研发拨款，标志着研制工作的终止，列车被送返季赫温运输机械制造厂。2003年3月19日，联邦交通部投资委员会做出了一个决定：“雄鹰号”高速列车并不适合使用。时任交通部部长法捷耶夫在交通部投资委员会的工作会议上表示，“雄鹰号”高速列车项目本身就是一个“历史性的错误”，“验收委员会发现该列车完全不适合营运”。
2003年10月，随着俄罗斯铁路改革的进行，由国家全资拥有的俄罗斯铁路股份公司正式成立，交通部部长法捷耶夫改任俄铁公司首任总裁。此后，俄罗斯铁路在高速列车的研制方面，作出了从西方公司引进技术及合作生产的决定。2006年5月，俄罗斯铁路与西门子公司签订了采购“Velero RUS”高速列车的协议，西门子公司在2010年之前向俄罗斯铁路提供8列高速电力动车组。2009年12月，新一代的“游隼号”高速列车在莫斯科和圣彼得堡之间正式投入商业营运。
“雄鹰号”列车自2002年完成试验后，一直存放于季赫温运输机械制造厂。高速干线公司宣布破产后，该列车被俄罗斯铁路股份公司接收，成为了国有资产，并转往圣彼得堡的米塔洛斯托尔机务段存放。至2012年底，“雄鹰号”列车分为两部分进入博物馆保存，其中三节车厢（102、103、104）于2012年10月27日进入位于莫斯科的里加站铁路博物馆保存展示，而另外三节车厢（101、105、106）于2012年11月22日进入位于圣彼得堡华沙站的十月铁路博物馆展示。

## 技术特点

### 列车组成
“雄鹰号”电力动车组是动力分散式列车，适用于供电制式为3000伏直流电和25千伏50赫兹单相交流电的电气化铁路。设计标准编组为“四动八拖”的12辆编组，由2辆带司机室的控制拖车（Г）、6辆中间拖车、4辆中间动车组成，司机可在任一司机室对全列车进行操纵。每“一动二拖”共3节车厢作为一个基本动力单元，每个单元包括1辆动车（М）、1辆无变压器的拖车（П）、1辆带变压器的拖车（ПТ），动力单元按“Г(П)+M+ПТ”方式编组。列车亦可以根据实际需要增减车厢数量，采用灵活的编组方式，列车最短编组为6节车厢（2个动力单元），最长编组为12节车厢（4个动力单元）。列车采用高压连接及单弓受流技术，通过车顶高压电缆连接多个动力单元，列车运行时只需升起一个受电弓。
在12辆基本编组形式的列车中，设有8辆一等座车和4辆二等座车。一等座车采用“2+1”的座位布置方式，采用可倾斜的航空式座椅，亦可以根据客户要求采用包间式布置；二等座车采用“2+2”的座位布置方式，其中两节和一等座车相邻的二等座车设有酒吧间。

### 车体结构
车体采用铝合金制造的整体承载式结构，车体的底架、侧墙、车顶等主要部件均由铝合金型材和壁板焊接而成，以减轻高速列车的车体自重、提高车体的防腐性和密封性。为了提高车辆的安全性能，每节车厢两端通过台部分设有防撞压损区，该区域内车顶、地板和侧墙的纵向抗压强度较低，一旦发生碰撞事故时该区域将首先发生挤压变形并吸收大部分冲击能量，帮助减少车辆中部客室结构的变形，使撞击对乘客造成的伤害降到最小。控制拖车的车体长度为27,000毫米，中间车的车体长度为26,000毫米，车体内部宽度为3,120毫米。12辆标准编组的列车总重量为712吨，其中控制拖车自重48吨、动车自重66吨、有变压器的拖车自重64吨、无变压器的拖车自重48吨。
为了减少列车高速运行时的空气阻力，列车两端车头采用流线型头型，车体下部设有圆弧形板裙板以包覆车底设备，车顶设有整流罩以包覆受电弓，车辆之间连接处还设有橡胶外裙边风挡以免产生涡流。列车采用МСУ-250型密接式车钩连接装置，由密接式车钩、车钩缓冲装置、电气连接器、风管连接器等组成，实现车辆之间机械、风管、电气三者同时自动连接，并能够降低车辆之间的纵向冲击，提高了列车的纵向舒适性和安全性；而两端头车并设有SA-3型自动车钩，方便与其他机车车辆连接。

### 转向架

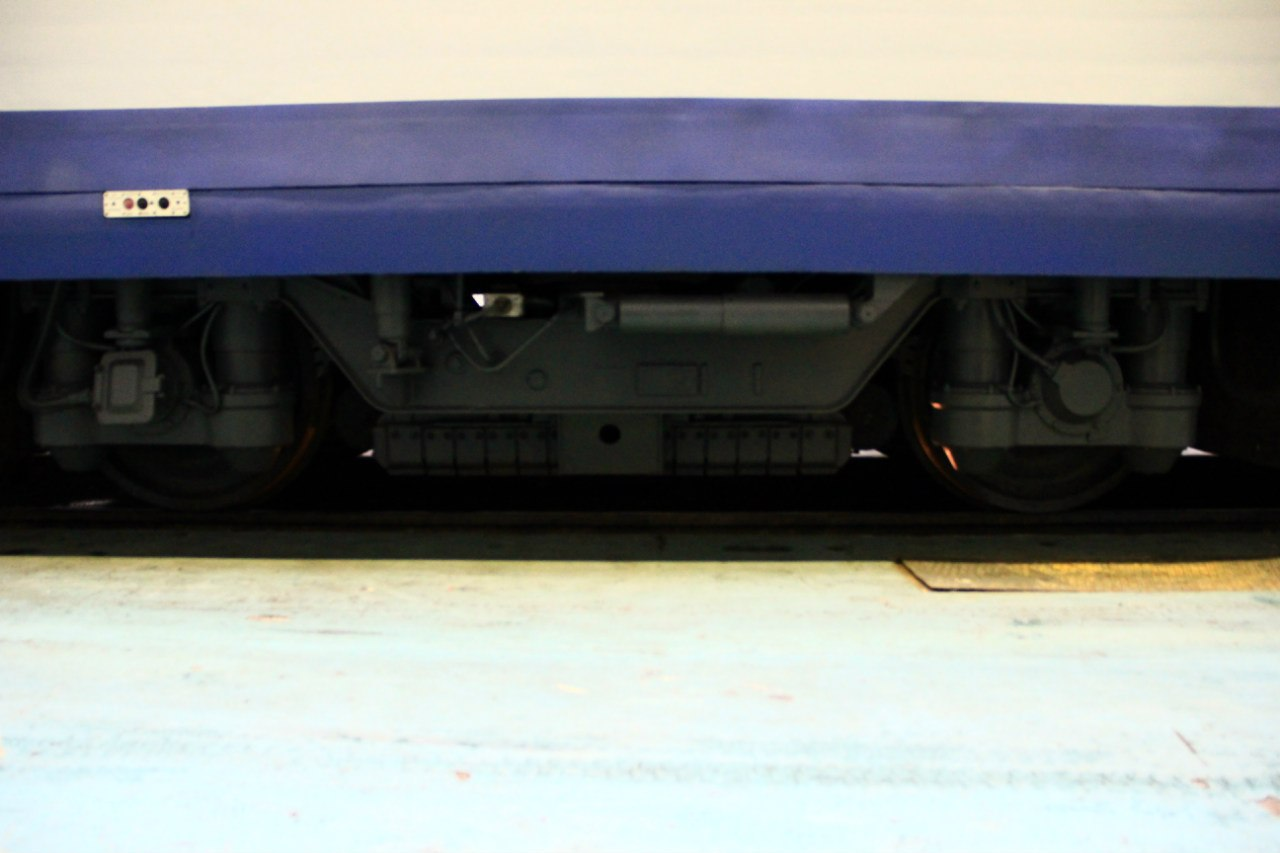
“雄鹰号”列车的转向架

每节车厢装有两台二轴转向架，是在ER200型电力动车组的转向架的基础上改良而成，由全俄运输工程科学研究院设计制造。转向架可分为动车转向架和拖车转向架两种，两者除了驱动装置和制动装置的差别之外，其余部分均采用了基本一致的结构。转向架采用箱型钢结构的“H”形焊接构架，由AB2-2（10HN3MD）中碳钢制成。轴箱采用铸铝箱体和双列圆锥滚子轴承。转向架的固定轴距为3,000毫米。动车转向架和拖车转向架均统一采用直径950毫米的整体辗钢车轮，轮对并采用了空心车轴，以减轻簧下质量和方便进行超声波探伤，轴箱盖上还装有轮对防滑系统的速度传感器。转向架采用轻量化设计，动车和拖车转向架重量分别为7528公斤和4708公斤，比ER200型电力动车组的转向架分别降低了1100公斤和250公斤。
转向架设有二系悬挂装置，一系悬挂是以橡胶金属堆为基础的轴箱悬挂装置，轴箱和构架之间并设有垂向油压减震器，以改善转向架的垂向振动性能。二系悬挂为无摇枕的空气弹簧中央悬挂装置。转向架采用全旁承承载结构，每个转向架有两个空气弹簧，车体重量通过中央悬挂装置支承于转向架构架上，并有两个垂向液压减振器连接构架和车体，以提高车辆的垂向平稳性。动力转向架两侧设有斜对称安装的纵向牵引拉杆，拉杆两端具有弹性节点将车体和构架相连，以传递牵引力及制动力。为提高转向架回转阻尼并抑制转向架的蛇行运动，车体和构架之间亦设有抗蛇行油压减震器。
每个动力转向架装有两台牵引电动机，牵引电动机采用架悬式全悬挂安装方式，将牵引电机整个悬挂在转向架构架上，以减轻簧下质量，并减少电机承受从轨道传递而来的振动冲击。牵引电动机通过橡胶弹性联轴器向车轴齿轮箱传递扭矩，再经过齿轮箱内人字齿轮驱动轮对。弹性联轴器采用德国斯通马格公司的产品（GKN Stromag AG）。齿轮箱采用轴承联合供油润滑系统，齿轮传动比为2.034。

### 控制系统

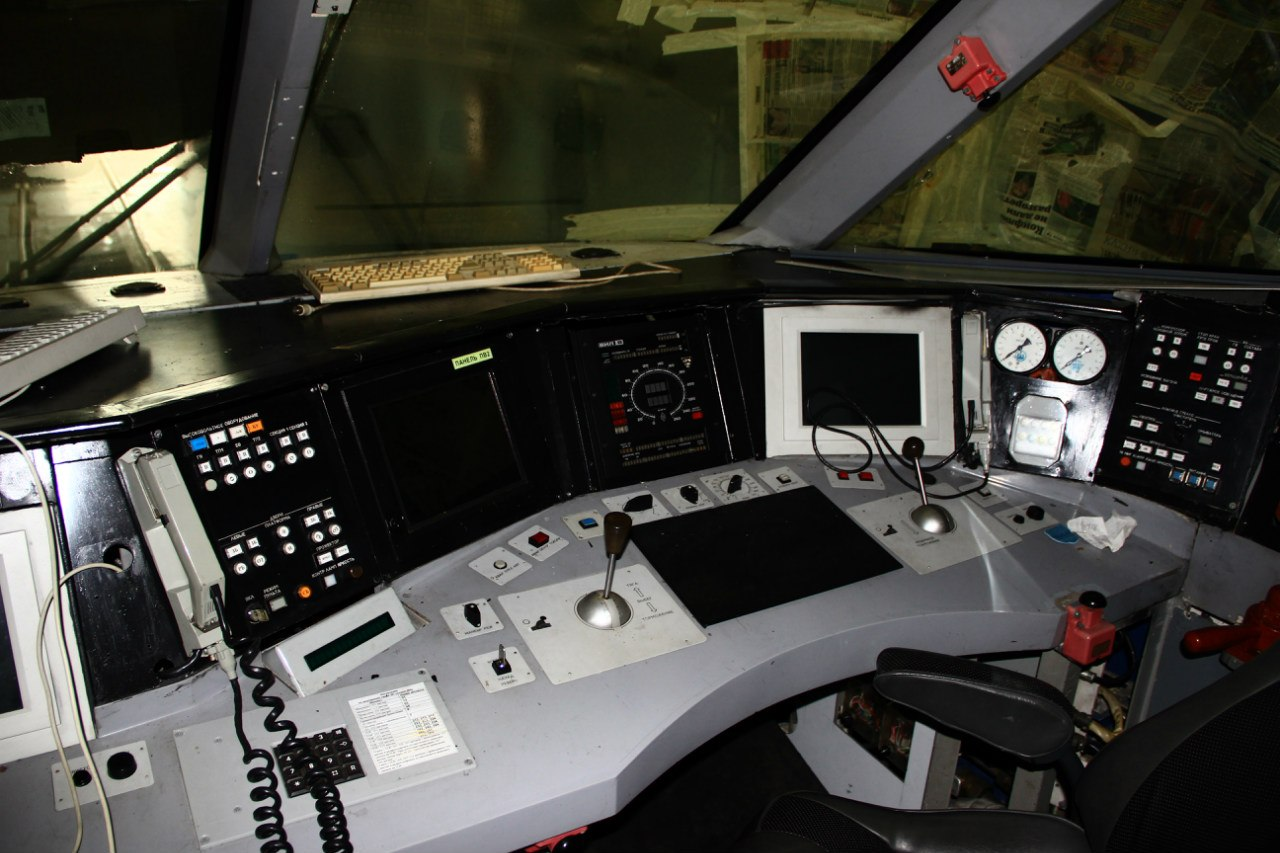
司机操纵台

“雄鹰号”电力动车组的车载网络控制系统由阿芙乐尔科研生产联合体研制。整个控制系统由上、中、下三个层级组成，上层系统包括位于控制车内的司机操纵台和列车控制计算机，用来处理列车运行控制和自动信号；中层系统包括位于每节车厢的车辆控制装置，用于控制和监控分布在不同车辆的牵引电气装置和辅助设备；下层系统包括车门、制动机等局部设备的控制器。
在硬件方面，上层和中层系统的各种主要设备采用贯穿全列车的双绞线以太网列车通信总线连接；而车辆内各个功能控制单元之间的数据通信以MIL-STD-1553总线连接，车辆控制装置以MIC-2000控制器为核心。

### 传动系统

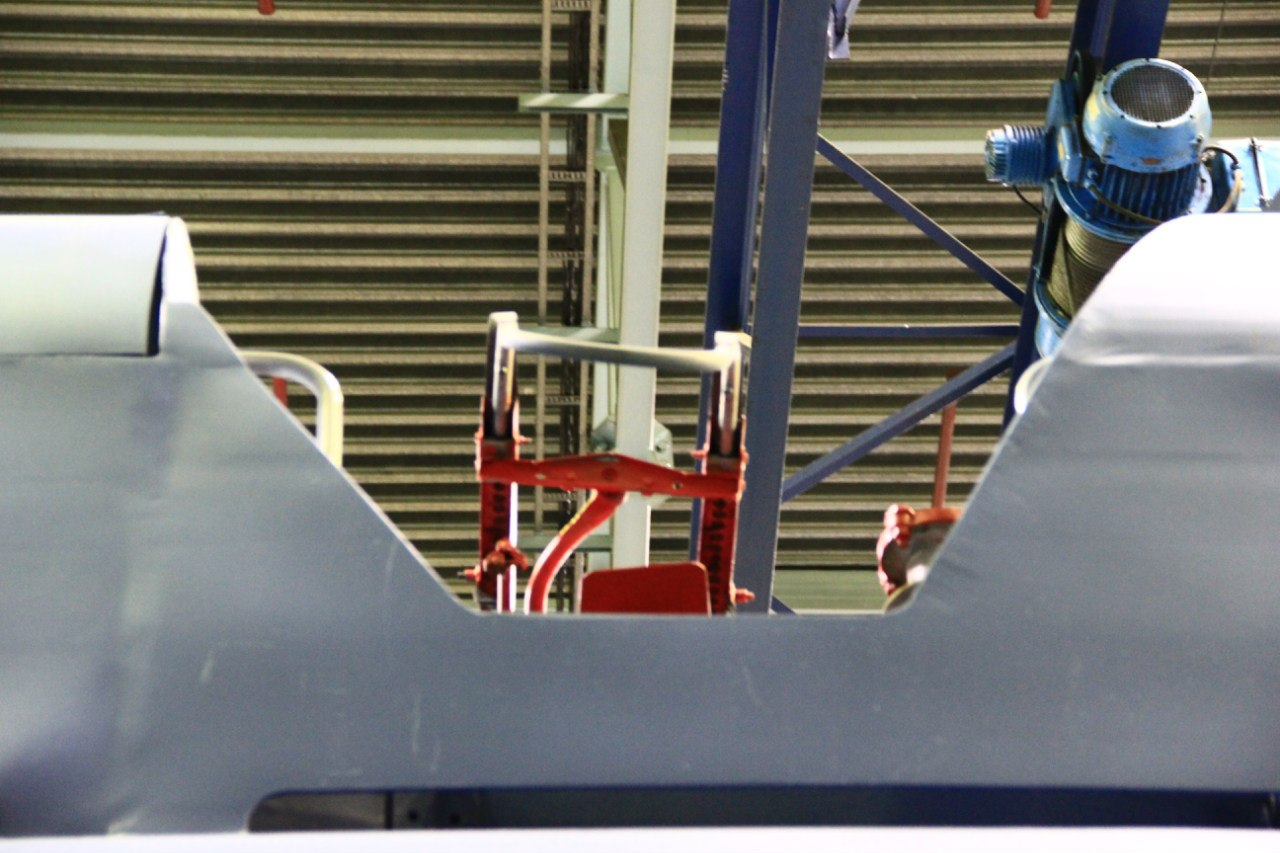
受电弓

“雄鹰号”电力动车组的主电路采用交—直—交流电传动，牵引电气传动系统是由高速干线联合股份公司和船舶电气工程中央研究院合作研制。每个动力单元由1辆动车、1辆无变压器的拖车和1辆带变压器的拖车组成。变压器拖车安装了一台ТП-250型单臂式高速受电弓、两台单相交流主变压器、两套过电压保护装置等电气设备。动力车安装了两套牵引变流装置和输入滤波器。在交流电模式下，接触网导线上的25千伏工频单相交流电电流，经受电弓和断路器输入主变压器，经过主变压器的降压后向相邻动车上的两台牵引变流器分别供电，首先经过四象限整流器转换为直流电，再由每两台并联的牵引逆变器转换成三相交流电输出，每台逆变器向一台牵引电动机独立供电，使牵引电动机产生转矩，经过齿轮的传递驱动轮对。而在直流电模式下，四象限整流器变为斩波器运作，由接触网直接供应3000伏直流电，其他变流过程仍然相同。
列车采用ОРНДЦ-2000/25У2型主变压器，输入电压可以从19千伏至29千伏，额定容量为2000千伏安，采用强迫导向油循环风冷却。牵引变流装置采用ИП(ВИП)+АИН型变流器，每套牵引变流装置由一个输入变流器和两个牵引逆变器组成，两者均采用高效水冷系统。输入变流器在交流电模式下为四象限整流器，而在直流电模式下则作为脉宽调制的斩波器，两种模式下的输出电压均为1650伏。每台电压型牵引逆变器单独向一台牵引电动机供电，利用脉宽调制来控制输出电压和频率。输入变流器采用ABB公司的IGCT元件，而牵引逆变器则采用日立公司的IGBT元件。牵引电动机由俄罗斯电工集团电工机械科技设计研究所研制，采用ТАД355-675-6УХЛ2型鼠笼式三相异步牵引电动机，小时功率为675千瓦，持续功率为615千瓦，额定电压为750伏，绝缘耐热等级为H级（ГОСТ 8865）。

### 制动系统

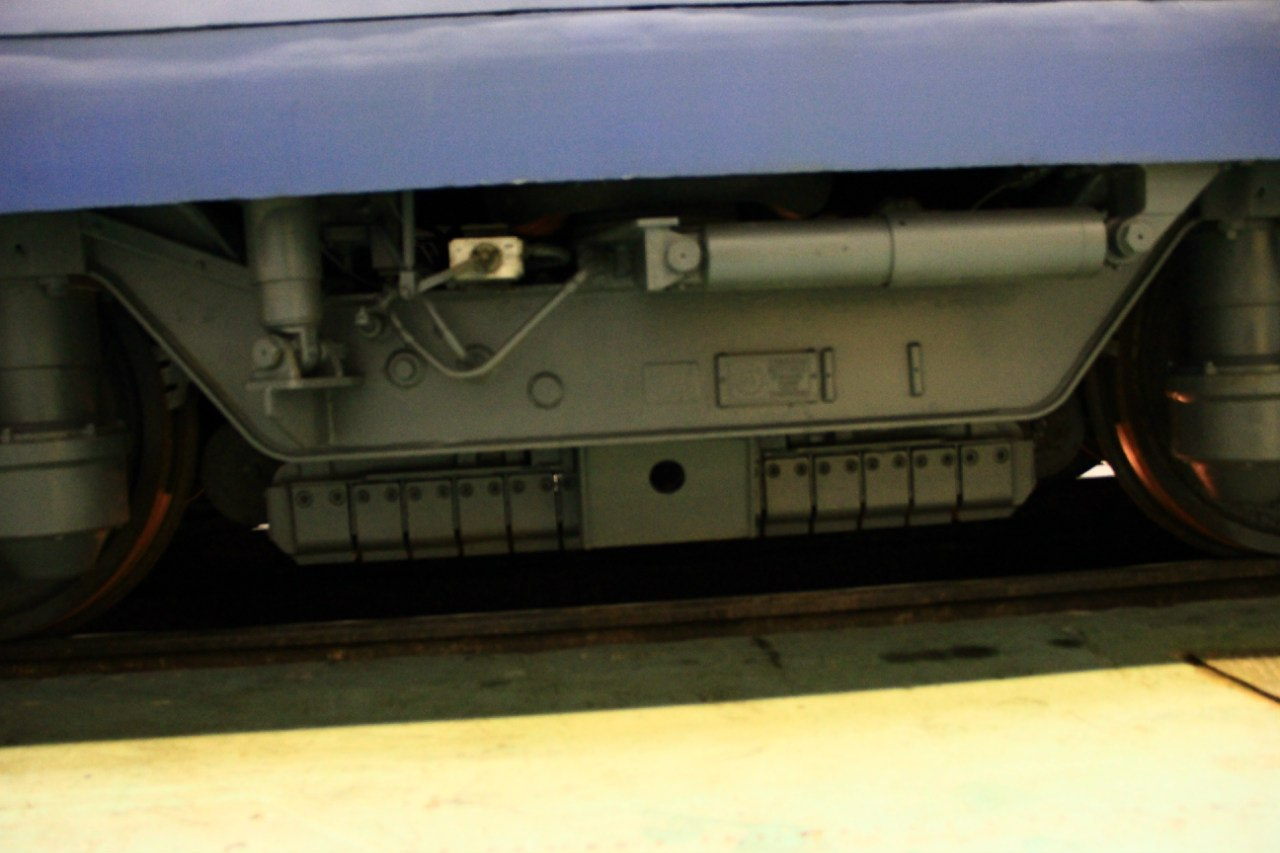
安装在转向架构架下方的磁轨制动装置

“雄鹰号”电力动车组设有四种独立的制动系统，包括再生制动、电阻制动、盘式制动、磁轨制动。当列车实施再生制动时，使牵引电动机变为三相交流发电机运转，发出的电能经过牵引变流装置，转换成直流电或单相交流电并反馈到接触网。一般情况下列车优先采用再生制动，当网压较高时可混合采用再生和电阻制动，将电能转换成直流电并接通到制动电阻，然后转化为热能消耗掉。
基础制动装置采用盘式制动，由电控空气制动机控制，并设有电子制动防滑控制（ABS）、空电联合制动控制的功能。拖车转向架采用传统的轴盘制动，每根车轴安装了四块制动盘。在动车转向架上，采用了将制动盘安装到牵引电动机输出轴的特殊结构，以减轻制动机构的重量。制动盘闸片的摩擦面上喷涂有МКВ-50А粉末冶金金属陶瓷复合材料涂层，以提高闸片耐磨和耐热性能。
磁轨制动仅限紧急制动时使用，转向架两侧下方均安装有磁轨制动器，利用悬挂在转向架的电磁铁靴吸附在路轨上的摩擦阻力来降低车辆速度，磁轨制动器由蓄电池供电。

### 辅助电路
车辆的照明、空调和其他辅助设备由辅助逆变器供电，辅助变流单元由一个高压变流器和一个反用变流器组成。高压变流器可直接从3000伏直流电网取电，或由25千伏交流电网经牵引变压器降压后供电。高压变流器可以输出380伏50赫兹的三相交流电，向空调及通风系统供电，并通过辅助变压器降压至220伏供空气压缩机、车厢照明使用。反用变流器可以将高压变流器的三相交流电转换成110伏直流电，供蓄电池充电器使用，也可以将直流负载迅速转换为由蓄电池供电。

## 参看
- ER200型电力动车组
- ET2A型电力动车组
- EN3型电力动车组
- ED6型电力动车组